# Pieter van Wieringen
Franciscus Pieter van Wieringen (ur. 28 marca 1903 w Rotterdamie, zm. w 1997 w Sydney) – holenderski szermierz, brązowy medalista mistrzostw świata.
Podczas mistrzostw świata w Pieszczanach w 1938 roku Holendrzy w składzie: Willem Driebergen, Antonius Montfoort, Frans Mosman, Jacques Van der Voodt i Pieter van Wieringen zdobyli brązowy medal w szabli drużynowej. Był to jego jedyny medal zdobyty w zawodach tego cyklu.
Brał udział w igrzyskach olimpijskich w Berlinie w 1936 roku, gdzie był piąty w szabli drużynowej, a indywidualnie dotarł do półfinałów. To jego jedyne starty olimpijskie.